# You Are My Friend
"You Are My Friend" è una canzone co-scritta e registrata dalla cantante statunitense Patti LaBelle, pubblicata come secondo singolo del suo omonimo album di debutto, nel 1978 sull'etichetta Epic. Ha raggiunto il sessantunesimo posto nella classifica Hot R&B/Hip-Hop Songs di Billboard della sua uscita, ma è comunque diventata uno delle canzone più famose della cantante.

## Panoramica

### Storia
Patti LaBelle ha concluso una collaborazione di diciotto anni con Nona Hendryx e Sarah Dash. Patti LaBelle proseguì con riluttanza una carriera da solista con il supporto dell'allora marito Armstead Edwards, che copriva il ruolo di manager personale. Durante la registrazione del suo album di debutto a New Orleans con il produttore dell'album del gruppo LaBelle Chameleon, David Rubinson, la cantante ed Edwards hanno scritto i testi su una composizione di James "Budd" Ellison e l'hanno chiamata "You Are My Friend". La canzone è un tributo all'unica figlia della coppia, Zuri Edwards. Il brano è stato uno degli ultimi ad essere registrato per l'album di debutto di Patti LaBelle.

### Composizione
"You Are My Friend" è stata composta musicalmente da James "Budd" Ellison. Era già stato musicista per Patti LaBelle, ma strinse amicizia con lei dopo la divisione del gruppo LaBelle. Prima di registrare la canzone, Ellison e un altro musicista di LaBelle, Edward Batts, hanno scritto la canzone "What Can I Do For You?", per l'album delle LaBelle del 1974, Nightbirds, che ottenne un discreto successo. Edwards e LaBelle hanno scritto insieme sui precedenti album delle LaBelle. La maggior parte della canzone è stata registrata in mi maggiore. Rubinson, che ha prodotto la canzone, incluse chitarra ritmica, basso, batteria e archi . Ellison suona il piano nella canzone e alcune delle voci di sottofondo sono gestite dai The Waters e dai membri dei The Valentinos (ex gruppo di Bobby Womack). Uno dei suoi membri, Cecil Womack, avrebbe successivamente collaborato con LaBelle e con la Philadelphia International Records nei primi anni ottanta. La maggior parte della canzone è stata arrangiata come ballata pop. Ci sono anche elementi Gospel, che però si notano meglio nelle esibizioni live arrangiate dalla cantante e da Budd Ellison.

### Ricezione
Pubblicata all'inizio del 1978 come secondo singolo dell'album Patti LaBelle, la canzone rappresentò un relativo fallimento nella classifica R&B, raggiungendo solamente il sessantunesimo posto e non riuscendo nemmeno ad entrare nella Billboard Hot 100 . Il successo della canzone nei suoi primi anni fu dovuto alle esibizioni dal vivo di Patti LaBelle. Quando ha suonato per la prima volta la canzone nel suo primo concerto solista a Londra, LaBelle ha ricevuto una standing ovation.
La canzone è stata trasmessa nelle stazioni radio urbane. Viene tuttora considerata una delle canzoni distintive di LaBelle.

### Cover
Una delle cover più famose della canzone è del cantante Sylvester, registrata a San Francisco per il suo album dal vivo Living Proof . Durante l'esibizione, a Sylvester si unirono The Weather Girls. Nello stesso anno, il gruppo Kenny & Friends ha realizzato una versione dance della canzone. Nel 2003 la cantante gospel Shirley Caesar ha registrato la canzone per il suo album Shirley Caesar & Friends, che includeva anche una collaborazione con Patti LaBelle. Faith Evans ha realizzato una versione live per omaggiare LaBelle nel 2001. LaBelle ha ri-registrato la canzone per il suo album The Gospel According to Patti LaBelle, nel 2006, in omaggio al suo defunto collaboratore, James Ellison.

## Esibizioni dal vivo
- Patti LaBelle difficilmente lascia il palco senza cantare "You Are My Friend". All'inizio degli anni '80 LaBelle introduceva la canzone con "What A Friend We Have In Jesus".

## Crediti
- Voce principale di Patti LaBelle
- Voci di sottofondo di James Gadson, Norma Harris, Ray Parker, Jr., Rosie Casals, Sherri Barman, Yvonne Fair, Cecil Womack, Curtis Womack, Friendly Womack, Julia Waters & Maxine Waters
- Testi scritti da Patti LaBelle e Armstead Edwards
- Musica scritta e arrangiata da James "Budd" Ellison
- Prodotto da David Rubinson